# Sulawesinattskärra
Sulawesinattskärra (Caprimulgus celebensis) är en fågel i familjen nattskärror.

## Utbredning och systematik
Sulawesinattskärra delas in i två underarter:
- Caprimulgus celebensis celebensis – förekommer på öarna Sulawesi och Buton i Indonesien
- Caprimulgus celebensis jungei – förekommer på Sulaöarna (Taliabu och Mangole) i Indonesien

## Status
IUCN kategoriserar arten som livskraftig.